# Oxytropis qilianshanica
Oxytropis qilianshanica là một loài thực vật có hoa trong họ Đậu. Loài này được C.W.Chang & C.L.Zhang miêu tả khoa học đầu tiên.